# Anthocharis bambusarum
Espèce
Anthocharis bambusarum est une espèce de papillons de la famille des Pieridae, de la sous-famille des Pierinae et du genre Anthocharis.

## Systématique
Le nom valide complet (avec auteur) de ce taxon est Anthocharis bambusarum Oberthür, 1876.